# 盧峻翔
盧峻翔（1997年7月15日—）為臺灣男子籃球運動員，場上位置為後衛，現效力於P. LEAGUE+桃園璞園領航猿。2020年於第十八季超級籃球聯賽新人選秀會首輪第4順位被桃園璞園建築選中。

## 早年生活至高中生涯
盧峻翔出生於苗栗縣公館鄉，為阿美族原住民。與哥哥盧捷閔兩人原先都姓楊，後來上大學後選擇從阿美族母姓改姓盧。
盧峻翔國中就讀苗栗籃球名門明仁國中，與哥哥盧捷閔三年皆為明仁正選球員不同，同隊的盧峻翔因為矮小的身材限縮了他的籃球發展空間， 三年皆沒有於國中籃球聯賽（JHBL）登錄，直到國三畢業身高也只有160公分的他依然堅持要走籃球這條路。國中畢業後也曾至哥哥就讀的能仁家商試練，但最終還是聽從哥哥建議選擇高中籃球聯賽（HBL）乙組的苗栗高中，並且帶領苗中獲得乙組季軍並於下一個學年拚戰甲組資格賽，但在資格戰即落敗無緣甲級季賽。高中時期盧峻翔的身高也有所成長，球技也有相對應的進步。

## 大學生涯
盧峻翔畢業後選擇大學時，曾想和哥哥一樣就讀輔仁大學，但擔心輔大以高中籃球名校成員為主的陣容會壓縮他的上場空間，因此最後選擇國立臺中科技大學，然而因為高中就讀普通科，升上科大後須補足學分取得學生證才能在大專籃球聯賽（UBA）登錄上場。在升大二那年由於隊中主力畢業，因此盧峻翔在暑假加強訓練，身高也長至188公分。大二時兄弟首次於球場相遇，盧峻翔以19分5籃板比過盧捷閔的8分5籃板。征戰UBA的第一個賽季就以場均15.9分6籃板帶領球隊打進季軍戰，雖然在季軍戰獲得21分9助攻，但還是敗給哥哥的輔仁大學僅獲得第四名。大三對上屏東科大時，盧峻翔獲得32分11籃板獲得UBA生涯新高，但當年度中科大還是因為戰積不佳遭到降級。為了尋求更好的發揮空間，盧峻翔選擇降轉至輔仁大學，在球隊的定位也從後衛改為小前鋒，該賽季盧峻翔出賽22場皆為先發，輔大最終雖打進複賽但無緣四強。大四最後一年UBA賽季，盧峻翔刷新自己的生涯新高至36分，並與曾祥鈞一同帶領球隊打進臺北小巨蛋最終獲得第四名。

## 職業生涯

### 桃園璞園建築（2020年–2021年）
2020年7月15日，盧峻翔參加第十八季超級籃球聯賽新人選秀會於首輪第4順位被桃園璞園建築選中，2021年4月11日獲得生涯新高33分幫助璞園逆轉裕隆納智捷，並獲選為單月最佳球員。最終新人賽季以場均13.5分、3.8籃板、2.8助攻、1.4抄截獲選為第十八季超級籃球聯賽年度新人王。並在奪下新人王後與運動品牌亞瑟士（ASICS）簽約合作。

### 桃園領航猿（2021年–）
2021年8月25日，P. LEAGUE+（PLG）桃園領航猿宣布盧峻翔已經完成入隊程序，從超級籃球聯賽轉戰P. LEAGUE+。
2024年7月4日，桃園璞園領航猿宣布與盧峻翔續約五年。

## 國家隊生涯
2021年1月，盧峻翔入選中華男籃14人培訓名單將參加第三階段的2021年亞洲盃資格賽，但在2月時因為踝關節受傷因而退出，後因資格賽延期，盧峻翔再次入選中華男籃12人正選名單赴菲律賓參戰。之後參加2023年世界盃籃球賽亞洲區資格賽第一輪的三階段賽事。

## 生涯數據

### 超級籃球聯賽

#### 例行賽
| 賽季    | 球隊         | GP | MPG  | 2P%  | 3P%  | FT%  | RPG | APG | SPG | BPG | PPG  |
| ------- | ------------ | -- | ---- | ---- | ---- | ---- | --- | --- | --- | --- | ---- |
| 2020–21 | 桃園璞園建築 | 38 | 29.1 | 50.9 | 32.1 | 71.1 | 3.8 | 2.8 | 1.4 | 0.4 | 13.5 |

### P. LEAGUE+

#### 例行賽
| 賽季    | 球隊           | GP | MPG   | 2P%   | 3P%   | FT%   | RPG  | APG  | SPG  | BPG  | PPG   |
| ------- | -------------- | -- | ----- | ----- | ----- | ----- | ---- | ---- | ---- | ---- | ----- |
| 2021–22 | 桃園領航猿     | 22 | 29:43 | 42.18 | 35.63 | 82.05 | 4.41 | 1.55 | 1.68 | 0.23 | 14.86 |
| 2022–23 | 桃園領航猿     | 39 | 31:24 | 39.86 | 27.87 | 74.02 | 4.08 | 2.56 | 1.72 | 0.08 | 14.31 |
| 2023–24 | 桃園璞園領航猿 | 37 | 33:7  | 43.45 | 30.17 | 78.72 | 4.14 | 3.27 | 1.97 | 0.16 | 16.81 |

#### 季後賽
| 賽季    | 球隊       | GP | MPG   | 2P%   | 3P%   | FT%   | RPG | APG  | SPG | BPG | PPG   |
| ------- | ---------- | -- | ----- | ----- | ----- | ----- | --- | ---- | --- | --- | ----- |
| 2022–23 | 桃園領航猿 | 3  | 31:37 | 56.52 | 27.27 | 72.73 | 1   | 1.33 | 1   | 0   | 20.33 |

## 外部連結
- 盧峻翔的Instagram帳戶
- 盧峻翔在fiba.basketball（英语）
- 盧峻翔在P. LEAGUE+官網
- 盧峻翔在Eurobasket.com（球員）（英语）
- 盧峻翔在Proballers（英语）
- 盧峻翔在RealGM（英语）
- 盧峻翔在Flashscore（英语）